# Andrée Benaddi
Andrée Benaddi est une joueuse française de football née le 1er mars 1953 à Nyons, évoluant au poste de gardien de but. 

## Biographie
Andrée Benaddi évolue de 1976 à 1979 au Caluire SCSC, avec lequel elle est finaliste du Championnat de France 1976-1977,. 
Elle dispute son seul match en équipe de France le 3 juin 1978 face au pays de Galles (match nul 1-1).